# Національний архів Республіки Білорусь
Національний архів Республіки Білорусь, НАРБ (біл. Нацыянальны архіў Рэспублікі Беларусь, НАРБ) — найбільше сховище документів з історії Білорусі XX століття, провідна установа архівної галузі Республіки Білорусі.

## Історія
Свою історію веде від 28 травня 1927 р., коли Центральний Виконавчий Комітет та Рада Народних Комісарів Білоруської РСР законодавчо оформили створення «Центрального архіву Жовтневої революції БРСР».
У сховищах архіву зберігається 1043778 справ, об'єднаних у 1319 фондах.
Національний архів Республіки Білорусь забезпечує зберігання документів Національного архівного фонду Республіки Білорусь, веде їх державний облік, представляє до Департаменту з архівів та діловодства Міністерства юстиції Республіки Білорусь за встановленими зразками відомості про збереження документів, організовує їх реставрацію, консервацію, страхове копіювання оригіналів.